# 스에 오키후사
스에 오키후사(陶興房, 1475년 ~ 1539년 음력 4월 8일)는 센고쿠 시대의 무장이다.
스오국의 센고쿠 다이묘 오우치 씨의 중신 필두이자 오우치 씨 제일의 명장으로서 오우치 요시오키, 요시타카 두 당주를 섬기며 규슈, 주코쿠의 쇼니씨, 아마고 씨, 오토모 씨와 각지에서 싸우며 오우치 씨의 세력을 최대 판도로 확장시킨 일등공신이다.

## 생애
1475년, 스에 히로모리(陶弘護)의 3남으로 출생하였다. 아버지가 암살당한후 첫째 형 스에 다케모리(陶武護)가 1488년, 가독을 상속하였으나 둘째 형 스에 오키아키(陶興明)와 대립으로 둘다 사망하였고 오키후사가 14세의 나이로 스에 씨의 당주에 오른다.
1506년, 오키후사는 스오국 슈고다이직에 올라 오우치 가의 중신 필두로써 확고히 한다.
1508년, 아시카가 요시타네를 옹립하여 일으킨 상경전에서 호소카와씨, 미요시씨와 대립하였다.
1511년, 후나오카 산 전투(船岡山合戦)에서 선봉을 맡아 아마고 쓰네히사와 함께 오우치군의 승리에 기여하였다. 오우치 요시오키가 아시카가 요시타네를 쇼군에 옹립시키고 쇼군의 후견인인 간레이다이에 오르는데 크게 기여하였다. (1518년까지 오우치 요시오키는 실질적인 천하인이었다.)
1524년, 오우치 요시오키의 장남 요시타카의 후견인이 되어 아키 다케다 씨의 사토가나 산성(佐東銀山城)을 공격하였으나 다케다 씨를 구원한 모리 모토나리의 야습으로 패퇴하였다. 모리 모토나리의 기량을 높게 평가한 스에 오키후사의 주장으로 모리 모토나리를 오우치 가로 포섭하였다.
1528년, 오우치 요시오키의 임종으로 22세의 오우치 요시타카가 당주로 취임하였다. 당주 취임마다 내분에 휩싸이던 오우치 씨는 스에 오키후사의 영향력하에 순조롭게 가독 상속되었다.
1532년, 오키후사는 요시타카의 명을 받아 2만 3천여 병력을 이끌고 규슈로 출진 부젠에서 오토모군과 싸우고 지쿠젠으로 들어가 오토모 씨의 성들을 공략하였다.
1534년, 세이바가하라 전투(勢場ヶ原の戦い)에서 오토모군에 승리하였으나 이후 오토모군의 원군이 도착으로 인해 패배하였다.
오키후사는 1539년, 65세의 나이로 사망하여 가독은 차남 하루카타(다카후사)가 19세에 계승하였다.

## 평가
오키후사는 과묵한 성격으로 문무를 겸비하고 와카(和歌)와 렌카(連歌)에도 정통해 공경 아스카이 마사토시(飛鳥井雅俊), 소세키(宗碩)와 교류했다고 한다.